# Helmut Müller (Fußballspieler, 1953)
Helmut Müller (* 22. April 1953 in Weißenthurm; † 1. Juni 2011) war ein deutscher Fußballspieler, der von 1973 bis 1982 für den Bundesligisten Eintracht Frankfurt aktiv war.

## Karriere

### Vereine
Aus der Jugend des BSV Weißenthurm hervorgegangen, wurde Müller 1973 vom Bundesligisten Eintracht Frankfurt verpflichtet. Sein Debüt in der Bundesliga am 5. Januar 1974 (18. Spieltag), beim 2:1-Sieg im Heimspiel gegen den 1. FC Köln, krönte er mit seinem ersten Tor zum zwischenzeitlichen 1:1-Unentschieden. Bis Ende der Saison 1981/82 gehörte er zum Kader; sein letztes von 139 Ligaspielen bestritt er allerdings (auf Grund der sich abzeichnenden Invalidität) am 12. April 1980 (28. Spieltag) bei der 0:1-Niederlage im Auswärtsspiel gegen den MSV Duisburg. Ferner absolvierte er 17 Spiele (2 Tore) um den DFB-Pokal, neun Spiele im Europapokal der Pokalsieger und 13 Spiele (1 Tor) im UEFA-Pokal. Mit der Eintracht gewann er drei nationale und einen internationalen Titel.

### Nationalmannschaft
Müller spielte dreimal für die Amateurnationalmannschaft; erstmals am 26. April 1974 in Rijeka, beim 1:1-Unentschieden im Halbfinale der Amateur-Europameisterschaft gegen die Niederlande, die im Elfmeterschießen mit 4:2 Toren bezwungen wurde, letztmals am 4. Dezember 1974 in Dortmund, beim 2:0-Sieg über die Auswahl Italiens.

## Erfolge
- UEFA-Pokal-Sieger 1980
- DFB-Pokal-Sieger 1974, 1975, 1981

## Nach Karriereende
Nach seiner Profikarriere war Müller noch einige Jahre für seinen Heimatverein BSV Weißenthurm spielerisch aktiv. Bis zu seinem Tod am 1. Juni 2011 leitete Müller eine Versicherungsagentur im Heimatort Weißenthurm. Helmut Müller verstarb beim Wandern in Österreich an einem Herzinfarkt.